# 徐家井街道
徐家井街道，是中华人民共和国湖南省永州市零陵区下辖的一个街道。零陵区政府驻地位于此处。
该街道地处零陵城区中部，东界南津中路，与七里店街道相邻，南界潇水中路，与南津渡街道相接，西与朝阳街道隔潇水相望，北界黄古山路、廻龙塔路，与七里店街道接壤。辖区东西最大距离10公里，南北最大距离6公里，总面积7.3平方千米。

## 历史文化
1950年6月，设前进居委会、司马塘居委会。1980年1月，成立城北街道。1995年6月，撤区并乡，城北街道更名为徐家井街道。
徐家井街道因境内有口常年不枯的水井徐家井而得名。

## 行政区划
截至2020年6月，徐家井街道下辖3个社区：
- 徐家井社区
- 回龙塔社区
- 潇湘门社区